# Pjongjang
Pjongjang je glavni grad, prometno i kulturno središte Sjeverne Koreje.
Nalazi se na rijeci Taedong, 48 kilometara od njenog utoka u Žuto more. Blizina ležišta kamenog ugljena pogodovala je industrijskom razvoju grada. Tu je sveučilište iz 1946. Sačuvani su dijelovi gradskih zidina i gradska vrata. Pjongjang je najstariji korejski grad. Osnovan je 1122. na mjestu prijestolnice legendarnog kraljevstva Tangun.
Teško je stradao za japanske invazije, kinesko-japanskog, rusko-japanskog te Korejskog rata.

## Povijest
Prema legendi je Pjongjang grad Wanggŏmsŏng kojeg je 2333. g.p.K. osnovao legendarni osnivač korejske države Dangun Wanggeom i najstariji grad u cijeloj Koreji. Pisana povijest grada počinje 108. g.p.K. kad je u blizini osnovano kinesko trgovačko naselje. Od 427. godine je Pjongjang glavni grad kraljevstva Goguryeo (Koguryo). To je jedno od triju korejskih kraljevstva. Od 1135. je drugi glavni grad kraljevstva Goryeo. Od kraja 14. st. je dio kraljevstva Joseon (Choson). 1592. su grad napali Japanci i držali ga do 1593. Od 1627. je dio korejskog kraljevstva pod vrhovnom kineskom upravom. Pyongyang je postao baza kršćanskih misionara u Koreji. Od 1893. je dio nezavisne Koreje pod japanskim utjecajem (nakon kinesko-japanskog rata su se Kinezi povukli iz Koreje, a došli Japanci). Između 1910. i 1945. je i službeno dio Japana. Japanci su grad nazvali Heijō i bio je značajan industrijski centar.
Na kraju 2. svj. rata su sjever Koreje zauzele sovjetske snage. Na tom prostoru je 1948. proglašena Demokratska Narodna Republika Koreja i Pyongyang je postao njezin glavni grad. Između 1950. i 1953. je trajao Korejski rat. Tokom rata su grad zauzele američke snage, ali su ga ipak vratile sjevernokorejske snage uz kinesku pomoć. Grad je razoren u bombardiranju, a nakon rata je obnovljen u sovjetskom stilu.

## Zemljopis
Pyongyang je smješten u zapadnom dijelu Sjeverne Koreje na rijeci Taedong. Na rijeci postoji nekoliko otoka. Okolica grada je planinska, ali postoji nekoliko ravnica. Planine su vrlo bogate rudama na temelju kojih se do Korejskog rata temeljio razvoj industrije (tada je prostor današnje Sjeverne Koreje bio gospodarski mnogo razvijeniji od današnje Južne Koreje). Sjeverna Koreja ima mnogo više izvora energije i rudnih bogatstava od Južne, te je zbog toga bila ranije industrijalizirana i razvijena, ali je danas ipak mnogo slabije razvijena od Južne.

## Znamenitosti
Grad ima mnogo zgrada u tradicionalnom socijalističkom stilu gradnje. Gradom dominira predimenzionirani nedovršeni hotel Ryugyong koji je u anketi WeirdAsiaNews proglašen najružnijom zgradom na svijetu. Značajan je Toranj Juche koji veliča ideju sjevernokorejskog komunizma. Postoji nekoliko trijumfalnih slavoluka (zanimljiv je Slavoluk ujedinjenja koji slavi ideju ujedinjenja dviju Koreja). U cijelom gradu postoji mnogo spomenika "vječnog" bivšeg predsjednika Kim Il Sunga. Najvažnija nesocijalistička znamenitost je grobnica kralja Dongmyeonga iz kraljevstva Goguryeo.